# Canton de Saugues
Le canton de Saugues est une ancienne division administrative française, située dans le département de la Haute-Loire en région Auvergne.

## Composition
Le canton de Saugues se composait d’une fraction de la commune d'Alleyras et de treize autres communes. Il comptait 3 660 habitants (population municipale) au 1er janvier 2012.
| Nom                       | Code Insee | Intercommunalité                      | Population (dernière pop. légale)         |
| ------------------------- | ---------- | ------------------------------------- | ----------------------------------------- |
| Saugues (chef-lieu)       | 43234      | CC des Rives du Haut Allier           | 1 814 (2014)                              |
| Alleyras                  | 43005      | CC des Pays de Cayres et de Pradelles | Fraction : 34 (2012) Commune : 159 (2014) |
| Chanaleilles              | 43054      | CC des Rives du Haut Allier           | 188 (2014)                                |
| Croisances                | 43081      | CC du Pays de Saugues                 | 33 (2013)                                 |
| Cubelles                  | 43083      | CC des Rives du Haut Allier           | 148 (2014)                                |
| Esplantas                 | 43090      | CC du Pays de Saugues                 | 98 (2013)                                 |
| Grèzes                    | 43104      | CC des Rives du Haut Allier           | 203 (2014)                                |
| Monistrol-d'Allier        | 43136      | CA du Puy-en-Velay                    | 199 (2014)                                |
| Saint-Christophe-d'Allier | 43173      | CC des Pays de Cayres et de Pradelles | 93 (2014)                                 |
| Saint-Préjet-d'Allier     | 43220      | CA du Puy-en-Velay                    | 156 (2014)                                |
| Saint-Vénérand            | 43225      | CC des Pays de Cayres et de Pradelles | 49 (2014)                                 |
| Thoras                    | 43245      | CC des Rives du Haut Allier           | 229 (2017)                                |
| Vazeilles-près-Saugues    | 43255      | CC du Pays de Saugues                 | 39 (2013)                                 |
| Venteuges                 | 43256      | CC des Rives du Haut Allier           | 349 (2014)                                |

## Histoire
(18 novembre 2024).
- Traditionnellement, l'entité du Pays de Saugues reprend le canton de Saugues auquel il faut ajouter Auvers et La Besseyre-Saint-Mary du canton de Pinols.
- 1er janvier 2007 : les communes du canton de Saugues (sauf Alleyras) sont transférées de l'arrondissement du Puy-en-Velay à celui de Brioude.
- mars 2015 : le canton est supprimé à la suite du redécoupage des cantons du département. Toutes les communes sont désormais rattachées au canton de Gorges de l'Allier-Gévaudan sauf Alleyras, désormais comprise dans le canton du Velay volcanique[2].

## Représentation

### Conseillers généraux de 1833 à 2015
| Période | Période          | Identité                                          | Étiquette      | Qualité |
| ------- | ---------------- | ------------------------------------------------- | -------------- | --- |
| 1833    | 1839             | Marie François Yves Limozin-Lavacheresse (?-1855) |                | Propriétaire à Saugues                                                                                              |
| 1839    | 1848             | François de Labilhérie                            |                | Propriétaire, maire de Grèzes, conseiller d'arrondissement                                                          |
| 1848    | 1867             | Baron Auguste de Morgues de Saint-Germain         |                | Propriétaire à Saugues                                                                                              |
| 1867    | 1886             | Claude Ménard                                     | Républicain    | Notaire, maire de Saugues                                                                                           |
| 1886    | 1892             | Jean-Baptiste Crouzet                             | Droite         | Maire de Thoras |
| 1892    | 1904             | Joseph Limozin                                    | Républicain    | Inspecteur des Eaux et Forêts, maire de Saugues                                                                     |
| 1904    | 1919             | Marquis Paul de Chanaleilles de la Saumès         | Conservateur   | Sous-lieutenant d'infanterie Maire de Chanaleilles                                                                  |
| 1919    | 1930 (démission) | Jean Antoine Bonne-Chevans                        | RG             | Notaire - Maire de Saugues, nommé juge de seconde classe au Tribunal de Première Instance de Gannat, Allier en 1930 |
| 1930    | 1940             | Prosper Gerbier (1886-1961)                       | RG             | Médecin Maire de Saugues Nommé conseiller départemental en 1942                                                     |
|         |                  |                                                   |                | |
| 1945    | 1955             | Jean-Louis Romeuf                                 | SFIO puis Rad. | Huissier puis expert à Saugues                                                                                      |
| 1955    | 1961 (décès)     | Prosper Gerbier                                   | dvd            | Médecin - Maire de Saugues, ancien conseiller d'arrondissement                                                      |
| 1961    | 1976 (décès)     | Jean-Claude Simon                                 | CD puis RI     | Médecin Député (1973-1976) Maire de Saugues (1964-1976) Président du Conseil général (1973-1976)                    |
| 1976    | 1979             | Jean Chassang                                     | RI             | Premier adjoint au maire de Saugues                                                                                 |
| 1979    | 2004             | Georges Vieilledent                               | UDF            | Docteur en médecine Maire de Saugues (1976-1989)                                                                    |
| 2004    | 2013 (décès)     | Serge Mouchet                                     | dvd puis NC    | Professeur d'EPS Conseiller municipal de Saugues                                                                    |
| 2013    | 2015             | Marie-Claude Coufort                              | UDI            | Agricultrice Première adjointe au maire de Thoras                                                                   |

### Conseillers d'arrondissement (de 1833 à 1940)
Le canton de Saugues appartenait à l'arrondissement du Puy.
| Période                                  | Période | Identité                                    | Étiquette   | Qualité |
| ---------------------------------------- | ------- | ------------------------------------------- | ----------- | --- |
| 1833                                     | 1836    | Gabriel François Annet Estaniol (1789-1858) |             | Maire de Saugues (1831-1838)                                                                                |
| 1836                                     | 1839    | François de Labilherie                      |             | Propriétaire, maire de Grèzes                                                                               |
|                                          |         |                                             |             | |
| 1883                                     | ?       | M. Limozin                                  | Républicain | |
| av.1895                                  | 1901    | Albert Roche                                | Républicain | Négociant                                                                                                   |
| 1901                                     | 1907    | M. Gervais                                  | Républicain | Docteur en médecine                                                                                         |
| 1907                                     | 1913    | M. de Labretoigne                           |             | |
| 1913                                     | 1919    | M. Aldon                                    |             | |
| 1919                                     | 1925    | Auguste Grousset                            | Républicain | Instituteur honoraire, suppléant du juge de paix, maire de Monistrol-d'Allier                               |
| 1925                                     | 1931    | M. Fraisse                                  | Libéral     | Premier adjoint au maire de Saugues                                                                         |
| 1931                                     | 1937    | Jean Gros                                   | Républicain | Propriétaire et marchand de moutons, adjoint au maire de Saugues                                            |
| 1937                                     | 1940    |                                             |             | |
| 1940                                     |         |                                             |             | Les conseils d'arrondissement ont été suspendus par la loi du 12 octobre 1940 et n'ont jamais été réactivés |
| Les données manquantes sont à compléter. |         |                                             |             | |

## Démographie
| 1962 | 1968 | 1975 | 1982 | 1990  | 1999  | 2006  | 2011  | 2012  |
| ---- | ---- | ---- | ---- | ----- | ----- | ----- | ----- | ----- |
| -    | -    | -    | -    | 4 601 | 4 148 | 3 877 | 3 720 | 3 660 |